# Anania ademonalis
Anania ademonalis is een vlinder van de familie van de grasmotten (Crambidae). De wetenschappelijke naam van deze soort is voor het eerst voorgesteld als Pionea ademonalis door Francis Walker in een publicatie uit 1859.
De soort komt voor in Brazilië (Rio de Janeiro).